# Benno Zabel

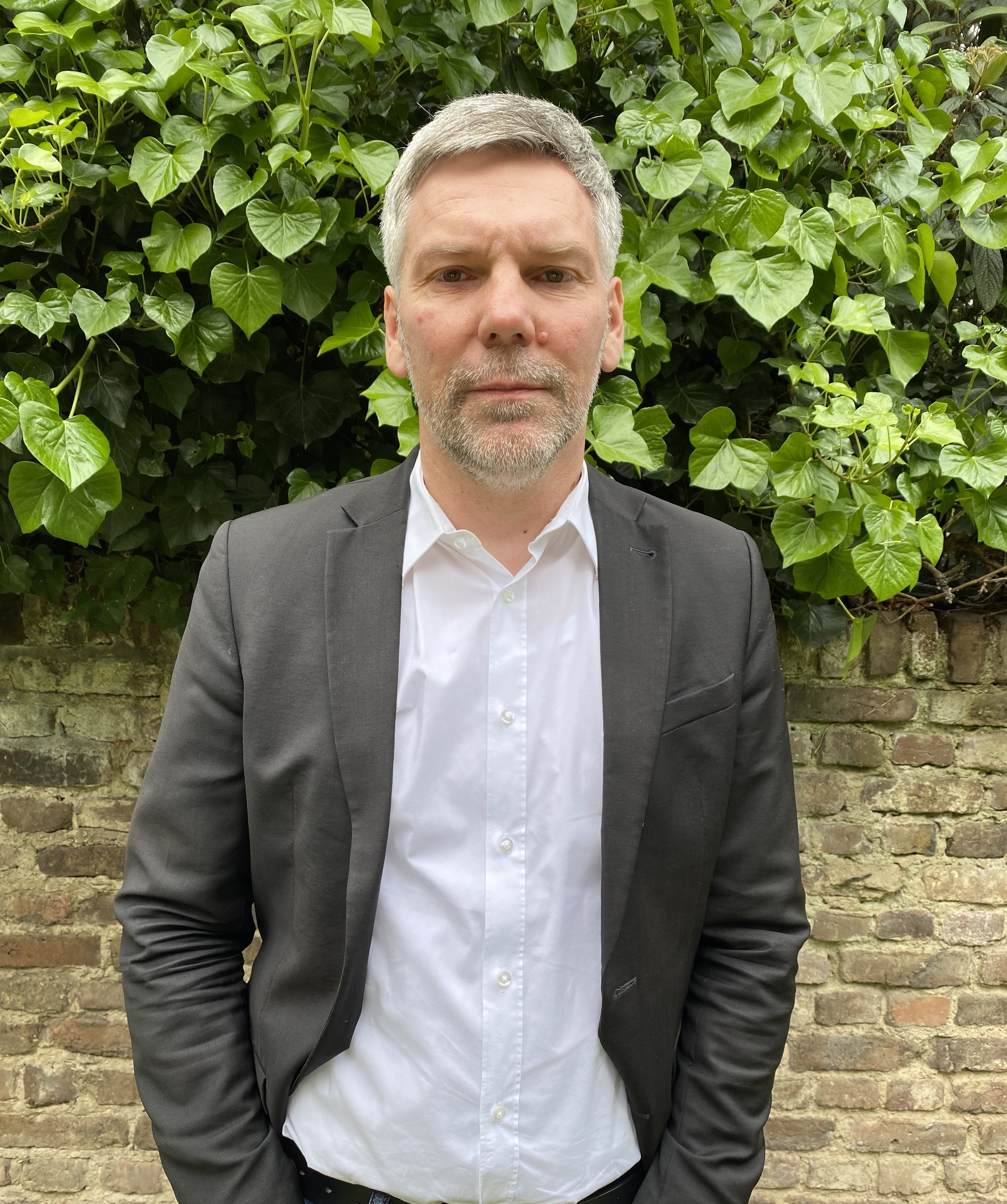
Benno Zabel

Benno Zabel (* 1969) ist ein deutscher Rechtswissenschaftler. Er lehrte bis zum Wintersemester 2021/22 Strafrecht und Rechtsphilosophie an der Rheinischen Friedrich-Wilhelms-Universität Bonn. Seit dem Wintersemester 2021/2022 lehrt Benno Zabel Strafrecht und Rechtsphilosophie an der Johann Wolfgang Goethe-Universität Frankfurt am Main.

## Vita
Benno Zabel erlernte zunächst den Beruf eines Chemielaboranten, bevor er 1992 die Hochschulreife ablegte. Von 1992 bis 1998 studierte er Rechtswissenschaft, im Anschluss von 1998 bis 2001 Philosophie und Allgemeine und vergleichende Literaturwissenschaft an der Universität Leipzig. 2005 erfolgte die Promotion, 2014 die Habilitation. Von 2015 bis 2022 lehrte Benno Zabel Strafrecht und Rechtsphilosophie an der Universität Bonn.
Er ist Zweiter Vorsitzender der Internationalen Vereinigung für Rechtsphilosophie (IVR). Er ist Mitglied des Arbeitskreises Zurechnung bei der Fritz Thyssen-Stiftung. Darüber hinaus ist Benno Zabel Mitherausgeber verschiedener Periodika und Buchreihen zur Strafrechtstheorie und Rechtsphilosophie.
Benno Zabel war Senior-Fellow am Käte Hamburger Kolleg Recht als Kultur und Senior Fellow am Alfried Krupp Wissenschaftskolleg in Greifswald.

## Forschungsschwerpunkte
Forschungsschwerpunkte von Zabel sind die Grundlagen und die Kritik des Strafrechts, Fragen der Zurechnung sowie die Probleme der Strafbegründung. Die Forschungsschwerpunkte umfassen aber auch die Entwicklungen in der Gesetzgebungslehre und Kriminalpolitik sowie das Verhältnis von Strafgesetzgebung und Strafgerechtigkeit.
Rechtsphilosophische Forschungsschwerpunkte sind die Legitimation des Rechts, die Rechtskritik, die Idee der subjektive Rechte sowie Probleme der Bioethik, der künstlichen Intelligenz und das Verhältnis von Recht, Politik und Ökonomie. Darüber hinaus beschäftigt sich Benno Zabel mit Fragen von Recht und Literatur bzw. Ästhetik.

## Publikationen
- gemeinsam mit Klaus Vieweg u. a. (Hrsg.): 200 Jahre Hegels Grundlinien der Philosophie des Rechts. Duncker&Humblot, 2022.
- gemeinsam mit Christian Schmidt (Hrsg.): Politik im Rechtsstaat. Nomos, Baden-Baden, 2021.
- gemeinsam mit Eric Hilgendorf (Hrsg.): Die Idee subjektiver Rechte. De Gruyter, Berlin 2020, ISBN 978-3-11-070391-7.
- Essay zu Jean-François Kervégan: Was tun mit Carl Schmitt? Mohr Siebeck, Tübingen 2019.
- Die Ordnung des Strafrechts. Zum Funktionswandel von Normen, Zurechnung und Verfahren. Habilitation. Mohr Siebeck, Tübingen 2017, ISBN 978-3-16-154372-2.
- gemeinsam mit Pirmin Stekeler-Weithofer (Hrsg.): Philosophie der Republik. Mohr Siebeck, Tübingen 2018, ISBN 978-3-16-154373-9.
- gemeinsam mit Kurt Seelmann (Hrsg.): Autonomie und Normativität. Zu Hegels Rechtsphilosophie. Mohr Siebeck, Tübingen 2014, ISBN  978-3-16-152812-5.
- Rechtsgewährleistung. Zu Genese, Wandel und Bedeutung eines Paradigmas. Berliner Wissenschafts-Verlag, Berlin 2012, ISBN 978-3-8305-3080-0.
- Schuldtypisierung als Begriffsanalyse. Tiefenstrukturen moderner Praxisformen und deren strafrechtliche Transformation. Dissertation. Duncker & Humblot, Berlin 2007, ISBN 978-3-428-12247-9.